# Herman Sätherberg
Carl Herman Sätherberg (født 19. maj 1812 i Södermanland, død 2. januar 1897) var en svensk digter. 
Sätherberg blev student i Uppsala 1830, Dr. med. 1843 og 1847—79 forstander for det ortopædiske institut i Stockholm. Foruden en række mindre skrifter om gymnastikken og om det institut, han var knyttet til, er han optrådt som digter og har særlig besunget naturen. Han var i sin ungdom en ivrig jæger, udgav Skogsharpan, poetisk kalender för jägare (1836) og Jägarens vila (1838), og var tillige en ivrig botaniker, Blommorna vid vägen (4 hæfter, 1841—46). Han elskede naturen med en kærlighed, som forskaffede ham navn af "skogsångarn". Sätherbergs sværmeriske smådigte klinger fyldigst og renest, når de besynger det fugle- og blomsterliv, der rører sig i skov og om sø; hans digte, blandt hvilke Vintern rasat og Glad såsom fågeln hører til de mest yndede, har fået en vid udbredelse, og også hører hans forskellige vårsange til de mest sungne svenske sange. Hans Utflykter på havet, I—II (1845—46), fra en udflugt med korvetten Karlskrona til Middelhavet, viste hans naturglæde fra en ny side; men foruden sin naturbegejstrede digtning har han meddelt læseverdenen forskellige andre ikke fuldt så vellykkede digte; Blomsterkonungen (1879) til Linnés minde er det, som vandt størst bifald; hans lystspil og historiske skuespil forråder lige så lidt som hans dramatiske og episke digte nogen selvstændighed som digter eller personlighed; derimod har hans ældre romantiske digte Afhilda og flere interesse som vidnesbyrd om tidens smag, medens hans Lefnadsminnen (1896) har historisk interesse. En ny ændret udgave af hans ungdomsdigte foranstaltede han i Dikter, äldre och nyare, (I—II, 1862-63).